# Петанова къща
Петановата къща (на македонска литературна норма: Куќа на Петанови) е къща в град Охрид, Северна Македония. Сградата е обявена за значимо културно наследство на Република Македония.

## История
Къщата е разположена в квартал Център, на североизточната страна на улица „Димитър Влахов“ № 35. Построена е в 1929 година от неизвестни майстори.

## Архитектура
Сградата е първата от комплекс три еднакви къщи с ренесансова и барокова архитектура. Състои се от подрум, приземие и етаж. Градежът е масивен, като основите и сутеренът са каменни, приземието и етажът са градени от цяла тухла, а междуетажната и покривната конструкция са дървени. Сградата има хоризонтална симетрия, хармонично разположени прозоречни отвори и други орнаменти в стил класически академизъм. Прозорците са с профилирани рамки, има вертикални пиластри и хоризонтални профилирани венци.